# Nagrada Marka Messiera
Nagrada Marka Messiera godišnje je priznanje NHL-a namijenjeno predvodniku momčadi na ledu i članova društva u humanitarnom radu. Nagrada Zaklade NHL, s druge strane, ističe isključivo humanitarni angažman dobitnikâ. Trofej „Kralja” Clancyja još je sličniji Messierovom, ali dobitnika Clancyjeve nagrade izabiru profesionalni novinari u području hokeja na ledu.
Igrače predlažu navijači, predstavnici klubova i osoblje lige. Dobitnika nagrade izabire Mark Messier, jedini igrač u povijesti NHL-a koji je osvojio Stanleyjev kup u svojstvu kapetana različitih momčadi: edmontonskih „Uljanika” 1990. i njujorških „Rendžera” 1994. Ustroj postupka dodjele promijenjen je nakon prve sezone. 

## Povijest
Mark Messier otišao je u mirovinu s 1756 odigranih utakmica tijekom regularnih sezona NHL-a kojima je pridodao 236 u doigravanju; nijedan igrač u povijesti lige nema više od njegovih 1992 skupljenih tijekom 25 sezona. Prije umirovljenja u ljeto 2004., netom prije lockouta, bio je posljednji igrač NHL-a koji je nastupao u profesionalnom natjecanju sedamdesetih i to u WHA-u, velikoj suparničkoj ligi. 

### Sezona 2006./07.
U prvoj sezoni uručivanja nagrade, NHL proglasio je pet mjesečnih pobjednika. Glavni sponzor bila je tvrtka-proizvođačica napitka Cold-fX, navodno učinkovitog za ublažavanje simptoma prehlade. Messier je sam uručivao nagrade dobitnicima, a to bijahu, redom:
| Mjesec   | Igrač              | Momčad              |
| -------- | ------------------ | ------------------- |
| studeni  | Brendan Shanahan   | New York Rangers    |
| prosinac | Scott Niedermayer  | Anaheim Ducks       |
| siječanj | Sidney Crosby      | Pittsburgh Penguins |
| veljača  | Vincent Lecavalier | Tampa Bay Lightning |
| ožujak   | Roberto Luongo     | Vancouver Canucks   |

Dobitnik glavne nagrade za lidera sezone bio je:
| Sezona    | Igrač         | Momčad            | Bilješke |
| --------- | ------------- | ----------------- | --- |
| 2006./07. | Chris Chelios | Detroit Red Wings | 45-godišnji Chelios izabran je zbog dugovječne karijere i preko 2 milijuna dolara prikupljenih vlastitom dječjom zakladom. |

### 2008. —
Sponzor nagrade u ljeto 2009. postao je Bridgestone, japanski proizvođač gumâ. Iako NHL i dalje ima prste u odabiru kandidata, konačni izbor dobitnika samo je Messierov. On i dalje uručuje nagradu na službenoj ligaškoj ceremoniji (NHL Awards) nekoliko dana poslije velike završnice doigravanja.
| Sezona    | Igrač             | Momčad              |
| --------- | ----------------- | ------------------- |
| 2007./08. | Mats Sundin       | Toronto Maple Leafs |
| 2008./09. | Jarome Iginla     | Calgary Flames      |
| 2009./10. | Sidney Crosby     | Pittsburgh Penguins |
| 2010./11. | Zdeno Chára       | Boston Bruins       |
| 2011./12. | Shane Doan        | Phoenix Coyotes     |
| 2012./13. | Daniel Alfredsson | Ottawa Senators     |
| 2013./14. | Dustin Brown      | Los Angeles Kings   |
| 2014./15. | Jonathan Toews    | Chicago Blackhawks  |
| 2015./16. | Shea Weber        | Nashville Predators |